# Streptocephalus purcelli
Streptocephalus purcelli är en kräftdjursart som beskrevs av Georg Ossian Sars 1898. Streptocephalus purcelli ingår i släktet Streptocephalus och familjen Streptocephalidae. Inga underarter finns listade i Catalogue of Life.